# Aeródromo de Iñapari
Aeródromo de Iñapari (OACI: SPIN) es un aeródromo que sirve la ciudad de Iñapari, en la región Madre de Dios, Perú. La pista es de 3,5 kilómetros (2,2 millas) al sur de la ciudad, paralela a la carretera interoceánica, y muy cerca de la frontera de Perú con Brasil.
Se encuentra bajo la administración de CORPAC.

## Operaciones
Tiene una resistencia de PCN 13/F/B/X/T y la pista tiene una dimesion de 1,200m x 18m.